# Gato por liebre (canción)
«Gato por liebre» es una canción del grupo musical Los Tres, publicada en su segundo álbum Se remata el siglo, en 1993. Es uno de los temas más populares del álbum. Es un tema recurrente entre los recitales de la banda, además de ser incluido en formato acústico en su álbum MTV Unplugged.

## Historia
Escrita por Álvaro Henríquez, Roberto Lindl y Francisco Molina. La canción recibe el nombre del dicho darle gato por liebre (o también me vendieron gato por liebre) que es cuando uno es engañado o estafado. Comprar algo que era barato, que iba a durar mucho tiempo, pero a los pocos días de usarlo deja de funcionar. Que a uno le dieron una cosa por otra totalmente errónea. La canción en sí trata de esto (Sopa de lagañas, dulce de sal. Flan de uñas negras (...), cerumen con lasaña (...)) utilizando metáforas durante toda la canción.

## Versiones
Aparte de la versión original existe la versión en formato acústico que aparece en el álbum Los Tres MTV Unplugged, en 1996. Es la única canción de Se remata el siglo que es versionada para esta presentación.
Existe una versión demo llamada "La Vendible" La cual contiene una letra distinta a la versión final que aparece en Se remata el siglo.